# Valdeltormo
Valdeltormo è un comune spagnolo di 363 abitanti situato nella comunità autonoma dell'Aragona.